# Mini Album vol. 2
Mini Album vol. 2 – drugi minialbum polskiej wokalistki Moniki Brodki. Wydawnictwo ukazało się 25 października 2004 roku nakładem wytwórni muzycznej BMG Poland. Płyta zadebiutowała na 21. miejscu listy OLiS w Polsce.

## Lista utworów
1. „Help Me Make It Through the Night” (sł. Kris Kristofferson, muz, Kris Kristofferson) –  4:20
2. „Inner City Blues (Makes Me Wanna Holler)” (sł. James Nyx, muz. Marvin Gaye) – 3:46
3. „They Say I'm Different” – 4:18
4. „Spinning Wheel” (sł. David Clayton-Thomas, muz. David Clayton-Thomas) – 3:08
5. „Nazwij go jak chcesz” (sł. Ania Dąbrowska, muz. Ania Dąbrowska, Bogdan Kondracki) – 3:03
6. „Cosmo” ft. Liroy (sł. Brodka, Liroy, muz. Ania Dąbrowska, Bogdan Kondracki, Brodka) – 3:08